# Peñajara
Peñajara (denominada oficialmente Peñajara de Casta Jijona) es una ganadería española de reses bravas, fundada en sus orígenes con reses de Veragua y de Vega-Villar, hasta que fue adquirida en 1973 por Manuel Rueda Morales, añadiéndole reses de Baltasar Ibán procedentes de Jijona-Martínez y eliminando el ganado Vega-Villar. Las reses pastan actualmente en las siguientes fincas: “Torviscoso”, situada en el término del municipio cacereño de Peraleda de la Mata y donde se encuentra la camada principal de la ganadería; y “Quejigoso”, enclavada en el término municipal de Calera y Chozas, en la provincia de Toledo, donde se encuentran las hembras de cría. La ganadería está inscrita en la Unión de Criadores de Toros de Lidia.

## Origen e historia de la ganadería
En el año 1908, D. Victoriano Angoso forma una ganadería con reses de Veragua y de Oñoro, introduciéndole entre 1910 y 1912 sementales de Saltillo; posteriormente la aumenta añadiéndole reses del Conde de Santa Coloma. En 1932 vende una parte a Rogelio del Corral, que le agrega vacas y sementales de Arturo Sánchez Cobaleda, introduciendo de esta manera la sangre Vega-Villar.
La compra definitiva llega en 1973, cuando Manuel Rueda Morales la compra a Higinio Luis Severino, modifica el hierro y elimina el ganado de Vega-Villar, permaneciendo sin reses hasta 1977. Este mismo año compra vacas y sementales a los Hdros. de Baltasar Ibán de procedencia Contreras, lidiando como Peñajara. En 1984 modifica nuevamente el hierro, que es el que actualmente se utiliza y vuelve a añadirle ganado de Baltasar Ibán, haciendo lo mismo seis años más tarde con un lote de la misma procedencia. En 1997 es adquirida por José Rufino Martín, que le cambia el nombre a Peñajara de Casta Jijona, en referencia al 80% de reses que poseen sangre de esa casta homónima; la mantendrá durante 20 años hasta 2017, cuando se la vende al empresario talaverano Antonio Rubio Sánchez, apoderado del torero extremeño Rafael Cerro.

## Características

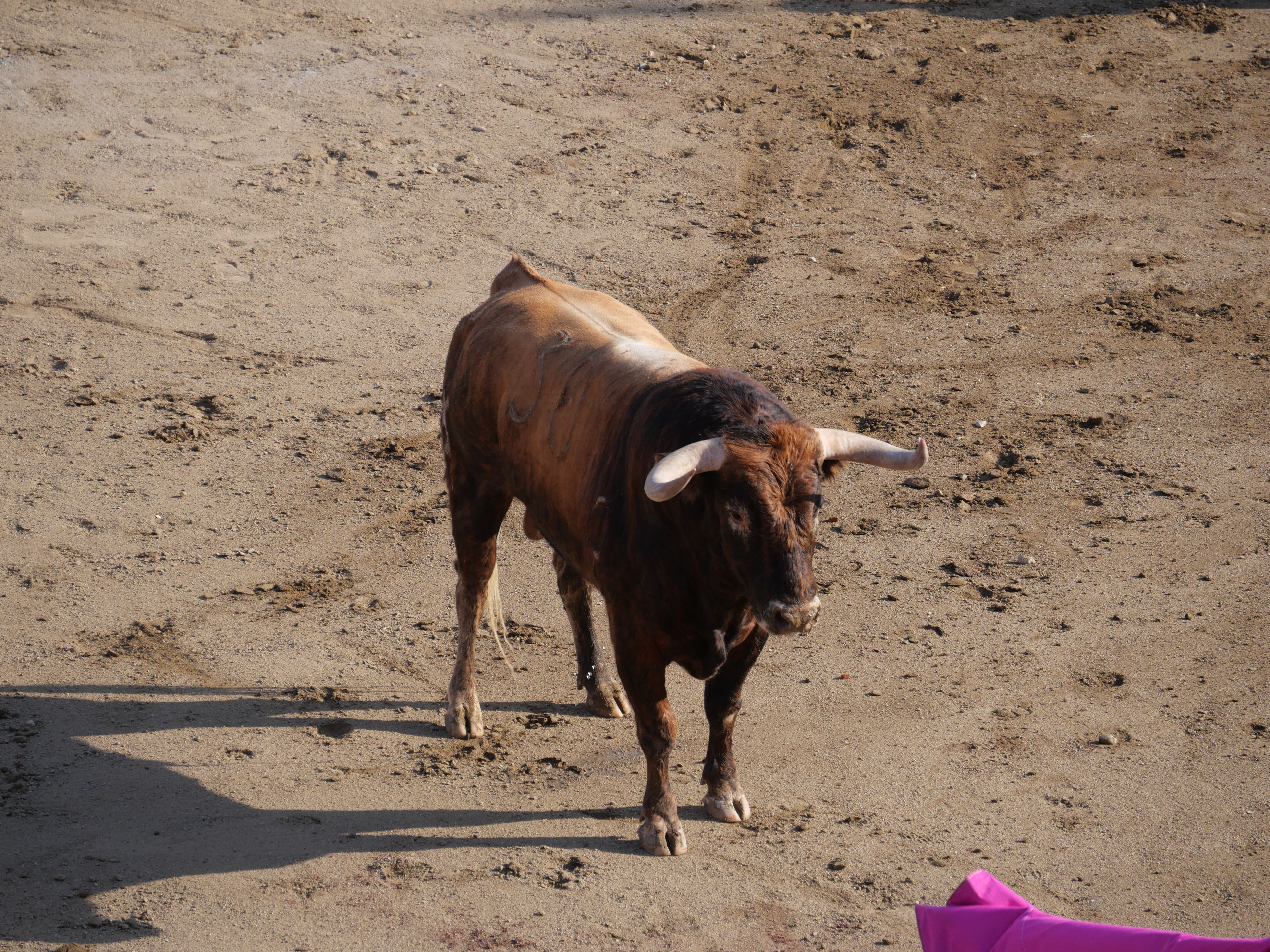
Marguerito (Peñajara) en Céret en 2022.

Los toros de Baltasar Ibán se determinan por el cruce de reses de origen Jijona y Vistahermosa, a través de Vicente Martínez y de Juan Pedro Domecq. Esto hace que se pueda considerar que el cruce ha originado un nuevo encaste, basándonos en: la cortedad de pitones, la diversidad de pelajes (castaños, ensabanados, salpicados, burracos, sardos...) y en la nobleza y humillación, la repetición y la bravura temperamental que desarrollan durante la lidia.
Los toros procedentes de la casta Jijona son bastos de hechuras y grandes de alzada, ligeros de patas y resistentes, con pitones grandes y hacia arriba. Asimismo, son predominantes las pintas negras; los toros negros de Montalvo son, en su mayoría, procedentes de la casta Jijona.

## Sanfermines

### 1998
Los toros de Peñajara se estrenaron el 11 de julio de 1998 en los Sanfermines, protagonizando un encierro accidentado y lento que duró un total de 2 minutos y 54 segundos. La corrida fue estoqueada por Óscar Higares, Juan Carlos García y Antonio Ferrera.

### 2010
Volvieron a la capital navarra tras doce años ausentes; inauguraron por primera vez las fiestas de San Fermín, con un encierro rápido y limpio, sin heridos por asta de toro y con una duración de 2 minutos y 23 segundos. Los toreros encargados de estoquear a los toros fueron Diego Urdiales, Luis Bolívar y Salvador Cortés.

## Premios y reconocimientos
- 2009: Premio a la corrida más completa de la Feria de San Isidro 2008, otorgado por el ayuntamiento de Madrid.[18]
- 2017: Premio al mejor toro de los Bous al Carrer 2017 por Barchichito, corrido durante las fiestas de la localidad valenciana de Liria.[19][20]
- 2019: Premio al mejor toro de la temporada 2019 de la Vall de Uxó por el toro Piel de liebre.[21]